# Андрос (острів, Греція)
Андрос — найпівнічніший з Кікладських островів і другий за величиною після Наксоса. Омивається Егейським морем. Площа — 380 км², протяжність берегової лінії — 177 км. Адміністративний центр — місто Андрос.

## Історія
Згідно з міфологією, Андрос отримав назву від Андра, який був внуком Аполлона і служив у Критського царя Радаманта. За добру службу він отримав цей острів. Крім того, є у цього острова і інші назви — Гаврос, Ласія і Гідруса.
На Андросі побували карійці, фінікійці і критяни. Іонійці прибули на острів близько 1000 року до н. е. З того часу починається розквіт Андроса. Незабаром він став сильною морською державою, вивів колонії на Халкідіку, у Фракію і до Малої Азії і карбував власну монету.
З богів на острові особливо шанували Діоніса. Переказ свідчить, що під час свят на його честь — Діонісій (одне з джерел на острові) став лити замість води вино.
Після греко-перських воєн Андрос знаходився в конфлікті з Афінами, проте потім став членом Першого (476 рік до н. е.) і Другого (376 рік до н. е.) Афінського морського союзу. Після битви при Херсонесі на Андросі було встановлено панування Македонії, а з 200 року до н. е. — Риму. Загарбники примусили всіх його жителів переселитися в Делій (сучасне Ділесі), а сам острів розорили і передали пергамському цареві Атталу.
У візантійську епоху Андрос досяг значного культурного процвітання. У його знаменитій філософській Академії в IX столітті викладав Михайло Пселл, вчитель Льва Філософа. Значного підйому острів досяг і в економічній області, завдяки виробництву шовку, що отримав розвиток в XI — XII століттях.
У 1204 році Андрос захопили венеційці, які залишалися господарями острова до 1556 року, коли тут утвердилися османи.
У 1789 році у водах поблизу острова діяв флот знаменитого героя Ламброса Кацоніса. Використовуючи як базу сусідню Кею, Кацоніс наганяв жах на османські кораблі.
Андрос зробив значний внесок в національно-визвольну війну 1821 року, причому багато андросців були членами «Філікі Етерії».
Найбільша трагедія для острова сталася в 1943 році, коли німці піддали його бомбардуванням, завдавши значних руйнувань.

## Екскурсійні об'єкти
- Руїни фортеці з церквою Богородиці;
- Археологічний музей;
- Музей сучасного мистецтва;
- Морський музей;
- Замок А́гіос Пе́трос (Святого Петра);
- Церква Архангела — село Месар'я;
- Монастир Животворного джерела (Зоодоху Пігіс) — село Баці;
- Чоловічий монастир Святого Миколая (Айос-Ніколаос) — село Апік'я;
- Мінеральні джерела Саріза;
- Монастир Святого Пантелеймона (Панахранду);
- Апано Кастро (верхній замок);
- Руїни міста Палеополіс.

## Нижній замок Андроса
На острові збереглися залишки укріплень нижнього замку Андроса ("Kato Kastro", "Нижній замок", "Внутрішній замок"), які розташовані на невеликому півострові та на острівці-скелі у східній частині острова. Нижній замок був побудований венеціанським вельможою Маріно Дандоло у XIII столітті у період після захоплення острова в 1207 році. Першою будівлею замку був особняк вельможі, побудований на півострові. Після захоплення османами Андроса у 1566 році замок використовувався епізодично, проте до початку Другої світової війни він був добре збережений, поки в 1943 році його не зруйнувало бомбардування, здійснене німецькими військами. Наразі збереглися дві вежі — велика прямокутна в центрі замку і менша в його північно-східному куті, відбудований після завершення Другої світової війни міст, який з'єднує дві частини замку, частина оборонних мурів.

## Фотогалерея

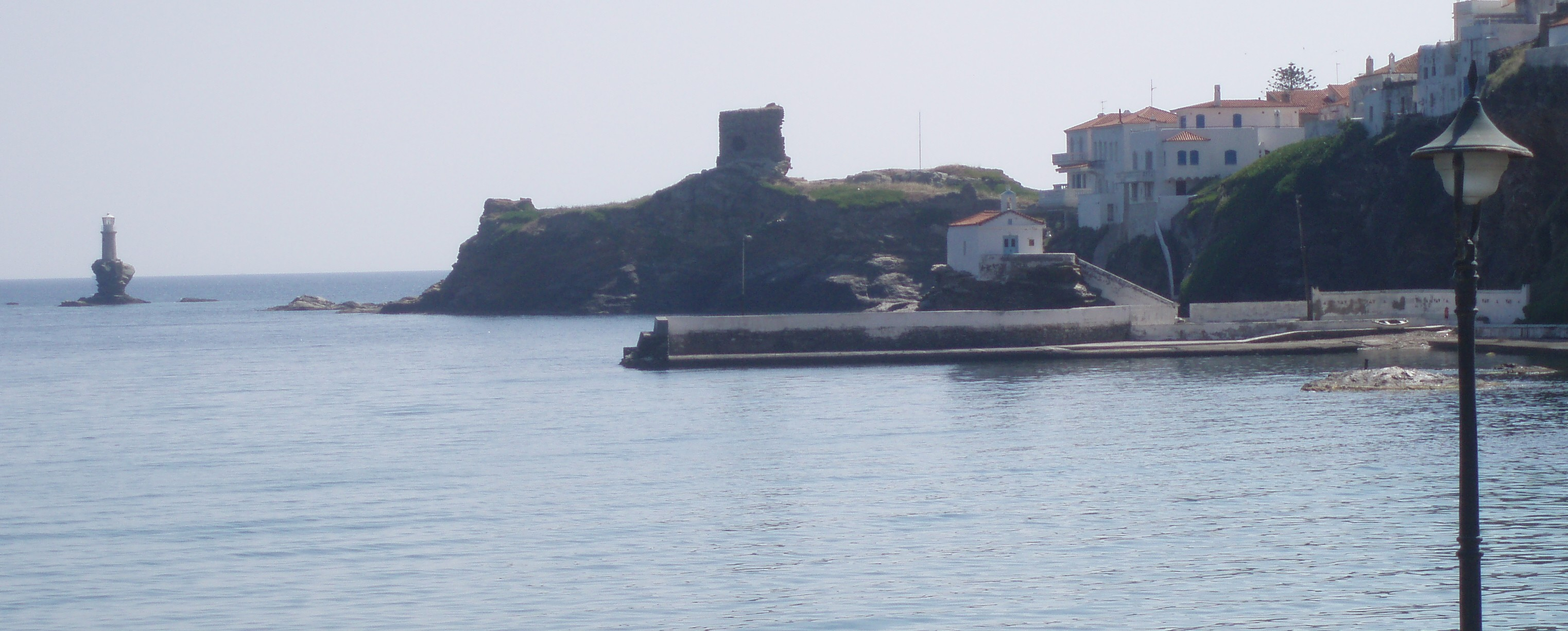
Руїни фортеці
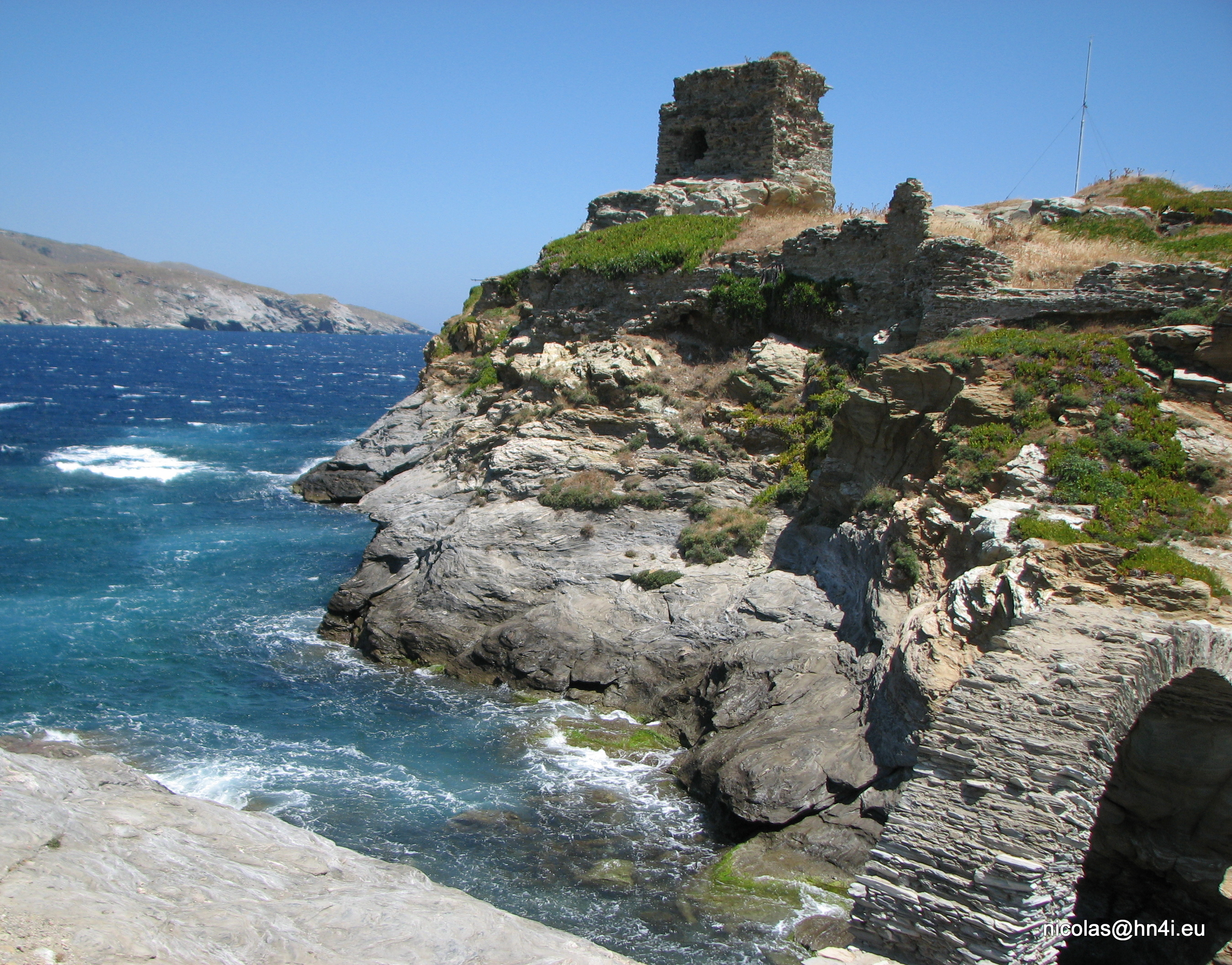
Міст та остріведь, де розташовувався замок